# أيام مثالية
أيام مثالية (بالإنجليزية: Perfect Days) فيلم دراما من اخراج فيم فيندرز، وسيناريو كتبه فيم فيندرز وتاكوما تاكاساكي. الفيلم عبارة عن إنتاج مشترك بين اليابان وألمانيا، ويجمع بين أربع قصص قصيرة، ومن بطولة كوجي ياكوشو في دور منظف مراحيض.
تنافس الفيلم على جائزة السعفة الذهبية في مهرجان كان السينمائي 2023، حيث تم عرضه لأول مرة في 25 أيار/مايو وفاز بجائزة لجنة التحكيم وجائزة أفضل ممثل لـ كوجي ياكوشو. تم اختياره كمرشح اليابان لأفضل فيلم اجنبي في حفل توزيع جوائز الأوسكار السادس والتسعين ، ليصبح أول فيلم من إخراج مخرج غير ياباني يتم تقديمه كمرشح ياباني،

## القصة
يعمل هيراياما كمنظف للمراحيض في طوكيو. يبدو راضيا عن حياته البسيطة. يتبع حياة يومية منظمة ويخصص وقت فراغه لشغفه بالموسيقى والكتب. هيراياما أيضًا مغرم بالأشجار ويصورها. يتم الكشف تدريجياً عن المزيد من ماضيه من خلال سلسلة من اللقاءات غير المتوقعة.

## الممثلون
- كوجي ياكوشو بدور هيراياما
- توكيو إيموتو بدور تاكاشي
- أريسا ناكانو بدور نيكو
- أوي يامادا بدور آيا
- يومي أسو بدور كيكو
- سايوري إيشيكاوا بدور ماما
- توموكازو ميورا بدور توموياما
- مين تاناكا بدور المشرد

## الإنتاج
مباشرة بعد الجائحة، تمت دعوة فيندرز إلى طوكيو من قبل كوجي ياناي للاشراف على مشروع مراحيض طوكيو، وهو مشروع تم فيه إعادة تصميم المراحيض العامة اليابانية في 17 موقعًا في جميع أنحاء شيبويا بمساعدة 16 منشئًا تمت دعوتهم من جميع أنحاء العالم. تمت دعوة فيندرز لإلقاء نظرة على تفرد كل من هذه المرافق. في البداية، تصور المنتجون أن فيندرز سيصنع فيلمًا قصيرًا أو سلسلة من الأفلام القصيرة في المواقع، لكنه اختار فيلمًا روائيًا طويلًا، حيث أوضح كاتب السيناريو المشارك تاكوما تاكاساكي أن مفهوم شخصية هيراياما بدا وكأنه منطقة جديدة بالنسبة لهم. الفيلم من إنتاج شركة ماستر مايند ليمتد (اليابان) وشركة سبون المحدودة (اليابان) بالتعاون مع ويندرز ايمجز (ألمانيا).
تم تصوير الفيلم على مدار 17 يومًا في طوكيو.

## الاصدار
تم اختيار الفيلم للتنافس على جائزة السعفة الذهبية في مهرجان كان السينمائي 2023، حيث تم عرضه العالمي الأول في 25 أيار/مايو 2023. تمت دعوته أيضًا إلى مهرجان ليما السينمائي السابع والعشرون في القسم المشهود. حيث تم عرضه في 11 آب/أغسطس 2023. أقيمت العروض اللاحقة في مهرجان تورنتو السينمائي الدولي 2023 ومهرجان نيويورك السينمائي 2023 . تم التعامل مع المبيعات العالمية بواسطة ذا ماتش فاكتوري، حيث قام نيون بتوزيع الفيلم في الولايات المتحدة، وقام موبي بتوزيع الفيلم في المملكة المتحدة وأيرلندا وتركيا ومناطق أمريكا اللاتينية. تم إصدار الفيلم في ألمانيا في 21 ديسمبر 2023 بواسطةكانون الأول/ دي سي ام، وفي اليابان في 22 كانون الأول/ديسمبر بواسطة بيترز ايند.

## الجوائز والترشيحات
| السنة | الجائزة                               | الفئة                                          | المستلم      | النتيجة | م.            |
| ----- | ------------------------------------- | ---------------------------------------------- | ------------ | ------- | ------------- |
| 2023  | مهرجان كان السينمائي                  | السعفة الذهبية                                 | فيم فيندرز   | رُشِّح     | [ 16 ]        |
| 2023  | مهرجان كان السينمائي                  | افضل ممثل                                      | كوجي ياكوشو  | فوز     | [ 24 ]        |
| 2023  | مهرجان كان السينمائي                  | جائزة لجنة التحكيم                             | فيم فيندرز   | فوز     | [ 25 ]        |
| 2023  | مهرجان ميسكولك السينمائي الدولي       | جائزة Emeric Pressburger لأفضل فيلم روائي طويل | أيام مثالية  | فوز     | [ 26 ]        |
| 2023  | مهرجان ماناكي براذرز السينمائي        | الكاميرا الذهبية 300                           | فرانز لوستيج | رُشِّح     | [ 27 ]        |
| 2023  | جوائز شاشة آسيا والمحيط الهادئ        | أفضل فيلم                                      | أيام مثالية  | فوز     | [ 28 ] [ 29 ] |
| 2023  | جوائز شاشة آسيا والمحيط الهادئ        | أفضل أداء                                      | كوجي ياكوشو  | رُشِّح     | [ 28 ] [ 29 ] |
| 2023  | مهرجان مونتكلير السينمائي             | لجنة تحكيم الصغرى                              | أيام مثالية  | فوز     | [ 30 ]        |
| 2023  | جمعية بوسطن لنقاد السينما             | افضل ممثل                                      | كوجي ياكوشو  | الوصيف  | [ 31 ]        |
| 2023  | جمعية واشنطن العاصمة لنقاد السينما    | أفضل فيلم بلغة أجنبية                          | أيام مثالية  | رُشِّح     | [ 32 ]        |
| 2023  | جمعية سانت لويس لنقاد السينما         | أفضل فيلم عالمي                                | أيام مثالية  | رُشِّح     | [ 33 ]        |
| 2023  | جمعية تورونتو لنقاد السينما           | أداء رئيسي متميز                               | كوجي ياكوشو  | الوصيف  | [ 34 ]        |
| 2024  | جائزة اختيار النقاد للأفلام           | أفضل فيلم بلغة أجنبية                          | أيام مثالية  | رُشِّح     | [ 35 ]        |
| 2024  | جوائز أسترا للسينما والفنون الإبداعية | أفضل فيلم عالمي                                | أيام مثالية  | رُشِّح     | [ 36 ]        |
| 2024  | جوائز أسترا للسينما والفنون الإبداعية | أفضل مخرج سينمائي عالمي                        | فيم فيندرز   | رُشِّح     | [ 36 ]        |
| 2024  | جوائز أسترا للسينما والفنون الإبداعية | أفضل ممثل عالمي                                | كوجي ياكوشو  | رُشِّح     | [ 36 ]        |
| 2024  | جوائز الأوسكار                        | افضل فيلم اجنبي                                | أيام مثالية  | رُشِّح     | [ 37 ]        |

## روابط خارجية
- أيام مثالية على موقع IMDb (الإنجليزية)
- أيام مثالية على موقع ميتاكريتيك (الإنجليزية)
- أيام مثالية على موقع روتن توميتوز (الإنجليزية)
- أيام مثالية على موقع نتفليكس (الإنجليزية)
- أيام مثالية على موقع ألو سيني (الفرنسية)
- أيام مثالية على موقع أول موفي (الإنجليزية)
- أيام مثالية على موقع فيلمافينيتي (الإسبانية)
- أيام مثالية على موقع قاعدة بيانات الأفلام السويدية (السويدية)
- أيام مثالية على موقع قاعدة بيانات الفيلم (الإنجليزية)
- أيام مثالية على موقع ليتربوكسد (الإنجليزية)